# Волкова, Римма Степановна
Римма Степановна Волкова (9 августа 1940, Ашхабад — 6 июня 2021, Ломоносовский район, Ленинградская область) — советская и российская оперная певица (колоратурное сопрано), музыкальный педагог. Народная артистка России (1995). Ведущая солистка Кировского театра (1967—1993). Преподаватель сольного пения Санкт-Петербургской музыкальной школы имени Н. А. Римского-Корсакова (2000—2021).

## Биография
В Ульяновске, где жила семья, поступила в музыкальное училище на дирижёрско-хоровое отделение, поскольку не было вокального. Через год перевелась в Ставропольское училище, которое окончила по двум факультетам: вокальному и дирижёрско-хоровому. Затем училась в Казанской консерватории в классе вокала у Е. А. Абросимовой. На 4-м курсе стала лауреатом Международного конкурса певцов в Рио-де-Жанейро.
После возвращения с конкурса Римма Волкова была приглашена в труппу Кировского театра в Ленинград и в первый же год работы спела шесть партий, среди которых — Марфа в «Царской невесте» Н. Римского-Корсакова и Антонида в опере М. Глинки «Иван Сусанин».
Работала с такими музыкантами, как Сергей Ельцин, Константин Симеонов, Валерий Гергиев, Борис Штоколов, Евгений Нестеренко, Галина Ковалёва, Никша Бареза, Борис Хайкин.
С 1967 года гастролировала за рубежом (Австрия, Швеция, Швейцария, Венгрия, Польша, Болгария, Германия, Чехословакия, Франция, Испания, Египет, Бразилия, Монголия) и в республиках СССР.
С 2000 года посвятила себя педагогической деятельности; преподавала сольное пение в Музыкальной школе имени Н. А. Римского-Корсакова (в 2010—2017 годах была заведующей вокальным отделом школы).
6 июня 2021 года на 81-м году жизни погибла в автокатастрофе в Ломоносовском районе Ленинградской области.
9 июня после отпевания в Никольском соборе гроб с телом артистки доставили в петербургский крематорий. Там же прошла траурная церемония.

## Творчество
За 26 лет сценической карьеры в Мариинском театре певица исполнила практически все партии лирико-колоратурного сопрано в репертуаре театра.

### Оперный репертуар
- «Царская невеста» Н. А. Римского-Корсакова — Марфа
- «Садко» Н. А. Римского-Корсакова — Волхова
- «Сказка о царе Салтане» Н. А. Римского-Корсакова — Лебедь-птица
- «Иван Сусанин» М. И. Глинки — Антонида
- «Руслан и Людмила» М. И. Глинки — Людмила
- «Пётр Первый» А. П. Петрова — Анастасия
- «Обручение в монастыре» С.C. Прокофьева — Луиза
- «Мёртвые души» Р. К. Щедрина — Лиза Манилова, Дама
- «Риголетто» Джузеппе Верди — Джильда
- «Травиата» Джузеппе Верди — Виолетта
- «Бал-маскарад» Джузеппе Верди — Оскар
- «Кармен» Жоржа Бизе — Микаэла
- «Лючия ди Ламмермур» Гаэтано Доницетти — Лючия
- «Дон Паскуале» Г. Доницетти — Норина
- «Севильский цирюльник» Джоаккино Россини — Розина
- «Волшебная флейта» В. А. Моцарта — Памина, Царица ночи.

### Камерный репертуар
В течение многих лет приоритет в камерной музыке был отдан русской и немецкой музыке. С 1985 года открыла для себя русскую камерную музыку середины XVIII — начала XIX веков. Это музыка императорского двора, музыка дворянской усадьбы. Она дала вторую жизнь музыке композиторов Пашкевича, Соколовского[уточнить], Бортнянского. Открыла неизвестные сегодня сочинения графини Т. К. Толстой, князя Н. Б. Юсупова[уточнить], графов Шереметьевых, княгини Е. Кочубей и других мастеров вокальной камерной музыки.
Приняла участие в восстановлении русской камерной музыки, «вернув к жизни» репертуар певицы Анастасии Вяльцевой.

#### Камерные программы русской музыки
- «Становление музыкальной вокальной культуры Петербурга в царствование Анны Иоанновны и Елизаветы Петровны»
- «Арии и песни-романсы первых русских композиторов в царствование Екатерины II»
- «Вокальные произведения императорского двора Екатерины II»
- «Вокальная музыка императорского двора Павла I»
- «Вокальная музыка императорского двора Александра I»
- «Вокальные произведения дворян в царствование Николая I»
- «Романсы графа М. Ю. Виельгорского»
- «Вокальные произведения крепостных музыкантов»
- «Романсы русских композиторов конца XIX — начала XX вв.»
- «Романсы графини Т. К. Толстой»
- «Романсы, исполнявшиеся А. Д. Вяльцевой»
- «Пушкин в романсах и песнях его современников»
- «Антология русского романса (середина XVIII — начало XX вв)»
- «Русские народные песни»

## Признание и награды
- 1965 — Диплом Всесоюзного конкурса вокалистов им. Глинки
- 1967 — Лауреат Международного конкурса вокалистов им. Вилла-Лобоса в Рио-де-Жанейро (Бразилия); 3-я премия, специальная премия за исполнение «Бахианы» Э.Вилла-Лобоса
- Заслуженная артистка РСФСР (1974)
- Орден Дружбы народов (4 июля 1983)
- Народная артистка РФ (1995)
- Орден Почёта (2002)[6]